# مس
مس (بالإنجليزية: Ms.) وتعني «السيدة»، هو لقب تشريفي إنجليزي يتم استخدامه للنساء فقط بغض النظر عن كونها متزوجة أم لا، بعكس كلمة مس (بالإنجليزية: Miss) التي تختص للنساء الآتي لم يتزوجن بعد، وكذلك بعكس كلمة مدام (بالإنجليزية: Madam) المُختصة فقط للنساء المتزوجات، اُستخدمت الكلمة بدايةً من القرن السابع عشر وتم احياءها من جديد في القرن العشرين.